# 사요역 (효고현)
사요역(일본어: 佐用駅)은 일본 효고현 사요군 사요정에 위치한 서일본 여객철도 · 지즈 급행의 철도역이다. 서일본 여객철도 가 이 역을 관할하고 있으며, 기신 선의 소속역이지만, 지즈 급행의 지즈 선을 운행하고 있다. 섬식 승강장 2면 4선의 구조를 갖춘 지상역이다.

## 타는 곳
| JR 승강장          |           |      |                                          |
| 1 · 2              | ■ 기신 선 | 하행 | 쓰야마 방면                              |
| 1 · 2              | ■ 기신 선 | 상행 | 히메지 방면                              |
| 지즈 급행의 승강장 |           |      |                                          |
| 1 · 2              | ■ 지즈 선 | 하행 | 지즈 · 돗토리 · 구라요시 방면            |
| 1 · 2              | ■ 지즈 선 | 상행 | 가미고리 · 오사카 · 교토 · 오카야마 방면 |

## 이용 현황
| 승차 인원 추이 | 승차 인원 추이 |
| 연도           | 1일 평균       |
| -------------- | -------------- |
| 2000           | 494            |
| 2001           | 451            |
| 2002           | 442            |
| 2003           | 468            |
| 2004           | 417            |
| 2005           | 414            |
| 2006           | 370            |
| 2007           | 356            |
| 2008           | 373            |
| 2009           | 373            |
| 2010           | 432            |
| 2011           | 455            |
| 2012           | 468            |

## 역 주변
- 사요 정청
- 사요 성 터
- 국도 제179호선 · 국도 제373호선

## 인접 역
| 서일본 여객철도 기신 선  | 서일본 여객철도 기신 선 | 서일본 여객철도 기신 선 |
| ------------------------ | ----------------------- | ----------------------- |
| 하리마토쿠사 히메지 방면 | ■ 기신 선               | 고즈키 니미 방면        |
| 지즈 급행 지즈 선        |                         |                         |
| 구자키 가미고리 방면     | ■ 지즈 선               | 히라후쿠 지즈 방면      |